# Pălăria fluturașului
Pălăria fluturașului este un film românesc din 1988 regizat de Laurențiu Sîrbu.